# Branchiobdellidae
Branchiobdellidae é a única família da ordem Branchiobdellida da classe Clitellata
Os branquiobdelídeos são anelídeos ectoparasitas ou ectocomensais de lagostins de água doce. Apresentam semelhanças tanto com os oligoquetas como com as sanguessugas e já foram incluídos em ambos os grupos, mas atualmente as autoridades acreditam que tenham divergido inicialmente da base do grupo comum oligoqueta/hirudíneo e justificam que se deva colocá-los em uma classe ou sub classe separada (Branchiobdellida).
Todos os branquiobdelídeos são muito pequenos (1 a 10 mm) e são compostos de somente 17 segmentos. A cabeça encontra-se modificada em uma ventosa com um círculo de projeções digitiformes. A boca é terminal, e a cavidade bucal contém dois dentes. Os segmentos posteriores (15 a 17) também se modificaram para formar uma ventosa, e nenhum tem cerdas. O ânus é dorsal no segmento 14. Os branquiobdelídeos tem um celoma segmentado e parcialmente reduzido, um sistema sanguíneo-vascular mais ou menos típico dos anelídeos e dois pares de metanefrídios.
Algumas espécies são ectoparasitas nas brânquias dos lagostins; outras vivem na superfície externa de exoesqueleto e alimentam-se dos resíduos orgânicos e dos microrganismos acumulados. Os branquiobdelídeos são hermafroditas com fertilização interna. Os zigotos são depositados em casulos, que se desenvolvem em criptolarvas, como nas sanguessugas arrincobdelídeas.